# 学園漫画
学園漫画（がくえんまんが）は、日本における漫画のジャンルのひとつ。

## 概要
学園漫画とは、「学校を舞台にした漫画」のことである。日本では、学校生活を経験したことがある人が大多数であるため、読者を物語の世界へ導きやすい点が特徴とされる。
主人公が教師なのか生徒なのかで大別することもできる。現実世界とは異なる特殊な学校を描く「ファンタジー学園漫画」と呼ぶジャンルもあり、明確な基準は無く、漫画作品や漫画家の宣伝文や話者の恣意的な分類として使用されることが多い。

## 歴史と典型例
少年少女を主人公とする作品に学校を場としたりその人間関係が中心になることが多いことは当然であり、漫画以前の小説の時代から学校ものは存在したし、学校を舞台とする漫画作品も昭和10年代から存在した（長谷川町子『仲よし手帖』など）。ただ、その年代には放課後に家の手伝いをする者や中学で卒業して実社会に出るものがまだ多く、学「園」ものという呼び方にはある程度の生活階層の青春ものを意味するイメージもあった。
結果的に、雑誌の漫画において学園漫画という「分野」（市場分野?）が生じたと言われるのは、日本の高度経済成長が成果を安定させて生活の向上や学歴の向上が既定路線となった1960年代半ば（昭和40年前後）からである。始まりとされる作品（1966年（昭和41年）『レモンとサクランボ』）は舞台が高校の少女漫画であり、高校生群像が描かれていた。その後、拡大する少女漫画週刊誌では一見欧米高校風のラブコメディが多くあった。
また、この1966年（昭和41年）は、少年漫画でスポーツ根性ものの大ブームを作り出す『巨人の星』が始まった年でもある。翌年、先駆け期の青年漫画で『漫画アクション』誌が創刊されて初期青年漫画の人気作『ルパン三世』が始まるという時期である。1968年（昭和43年）には『週刊少年ジャンプ』で『ハレンチ学園』の連載が開始され、当時としては過激なセクハラ描写と教師と生徒との戦いという内容により社会現象になった。
スポーツ漫画でない恋愛比重の高い青春ものとしての学園漫画が少年雑誌に広がったのは、10年余り後の1978年（昭和53年）の『翔んだカップル』以降である。